# Pierre Nardi
 (novembre 2022).
Si vous disposez d'ouvrages ou d'articles de référence ou si vous connaissez des sites web de qualité traitant du thème abordé ici, merci de compléter l'article en donnant les références utiles à sa vérifiabilité et en les liant à la section « Notes et références ».
Pierre Nardi, né le 27 mars 1930 à Saint-Jean-de-Duras et mort le 30 décembre 2024 à Grignols, est un coureur cycliste français. Professionnel dans les années 1950, il a notamment remporté le Grand Prix du Midi libre,.

## Biographie
Son petit-fils Fabien a également été coureur cycliste au niveau amateur.

## Palmarès
- 1952
  - Bordeaux-Arcachon-Bordeaux :
    - Classement général
    - 1re et 2e étapes

  - Bordeaux-Langon-Bordeaux :
    - Classement général
    - 1re et 2e étapes

  - 4e étape du Tour du Sud-Ouest
  - 2e du Tour du Sud-Ouest
  - 2e du Circuit du Marensin
  - 3e du Circuit de la Chalosse
- 1953
  - Grand Prix du Midi libre
  - Bordeaux-Saint-Pierre-d'Aurillac :
    - Classement général
    - 2e étape
- 1956
  - Boucles du Bas-Limousin
  - Tour de Corrèze
  - 2e étape du Tour du Sud-Ouest
  - Tour Béarn-Aragon :
    - Classement général
    - 2e étape

  - 2e de La Rochelle-Angoulême
- 1957
  - Tour du Tarn-et-Garonne :
    - Classement général
    - 1re étape
- 1958
  - 3e de la course de côte de La Turbie